# Biserica „Buna Vestire” (Joseni) din Almașu Mare

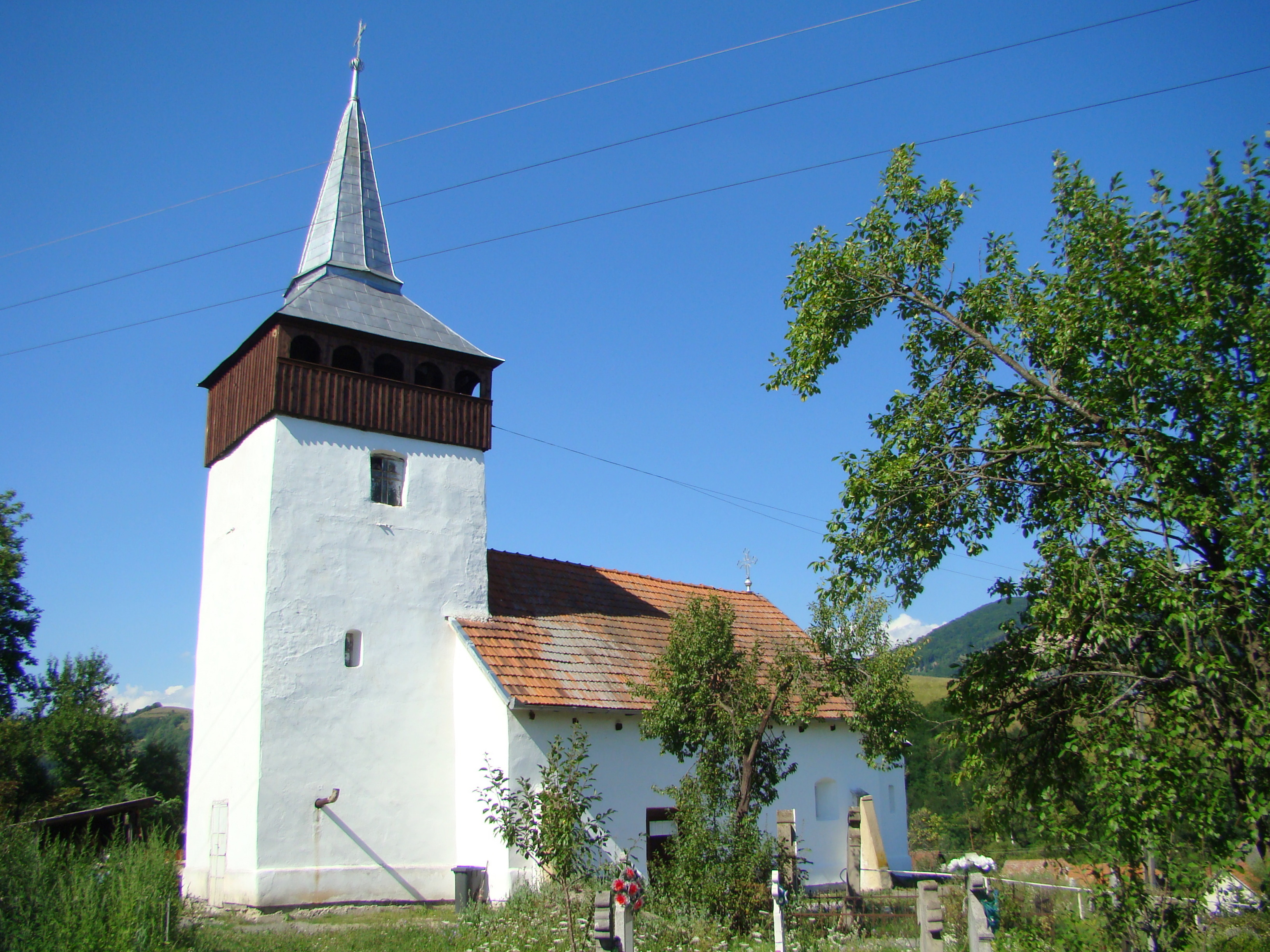
Biserica „Buna Vestire” din Almașu Mare, județul Alba, foto: iulie 2017.

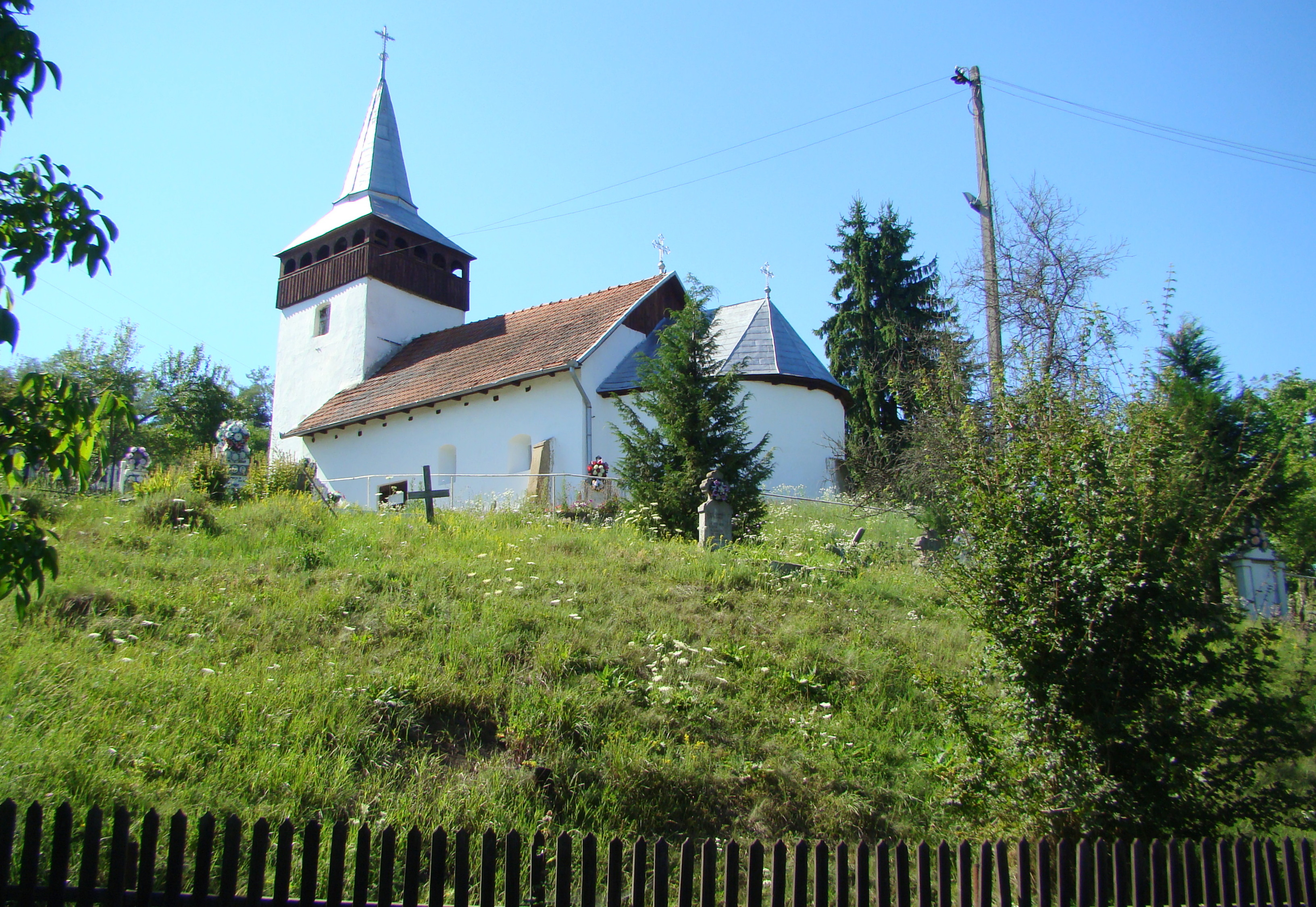
Biserica văzută din drum

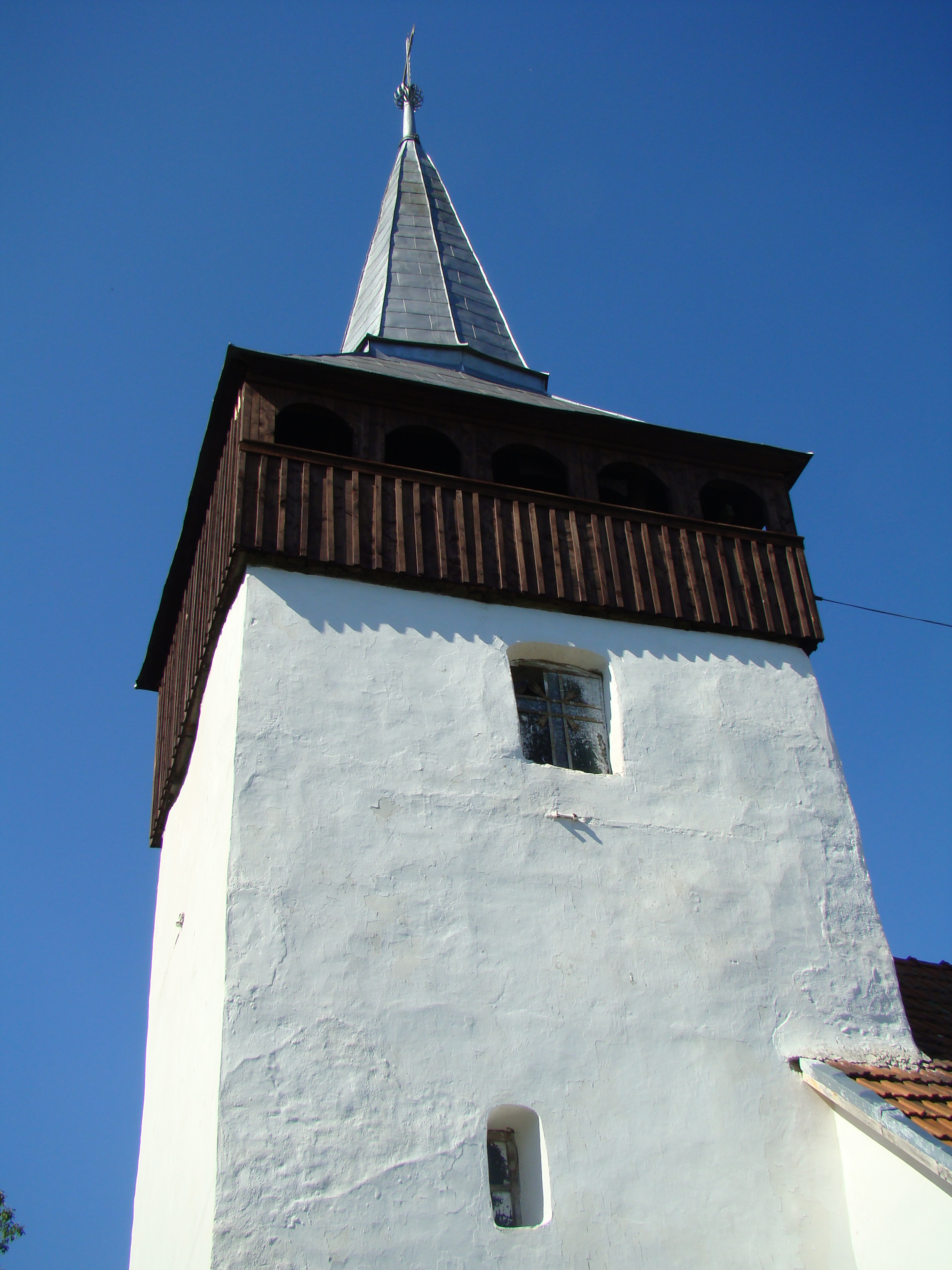
Turnul clopotniță

Biserica „Buna Vestire” din Almașu Mare, județul Alba, datează de dinainte de anul 1418.. Biserica se află pe noua listă a monumentelor istorice sub codul LMI 2010:  AB-II-m-A-00174.

## Localitatea
Almașu Mare (în maghiară Nagyalmás, în trad. "Mereștii Mari", în germană Groß-Obstdorf, în trad. "Livezenii Mari") este satul de reședință al comunei cu același nume din județul Alba, Transilvania, România. Prima mențiune documentară a localității datează din anul 1352.

## Istoric și trăsături
Ridicată la începutul secolului al XV-lea (1418), biserica se compune dintr-o absidă semicirculară decroșată, naos dreptunghiular și turn clopotniță de formă pătrată, integrat fațadei vestice. Pentru acoperirea spațiilor interioare s-au folosit inițial lespezi de piatră. Bolțile se vor prăbuși în 1863, sub propria lor greutate și în urma alunecărilor de teren, în locul lor naosul fiind acoperit cu o boltă din lemn. Dale din piatră neșlefuită au fost folosite și la pardoseala bisericii. 
Spațiul dintre naos și pronaos a fost delimitat de o catapeteasmă de zid, ridicată târziu (secolul al XVIII-lea), înălțată numai până la nivelul pereților și prevăzută cu trei intrări. Accesul în biserică se poate face atât pe fațada de sud a naosului, printr-un portal simplu, dreptunghiular, dar și pe latura vestică a turnului clopotniță. 
Pereții bisericii au fost acoperiți la interior de pictură, fragmente din secolul al XVIII-lea păstrându-se doar în absida altarului.

## Imagini

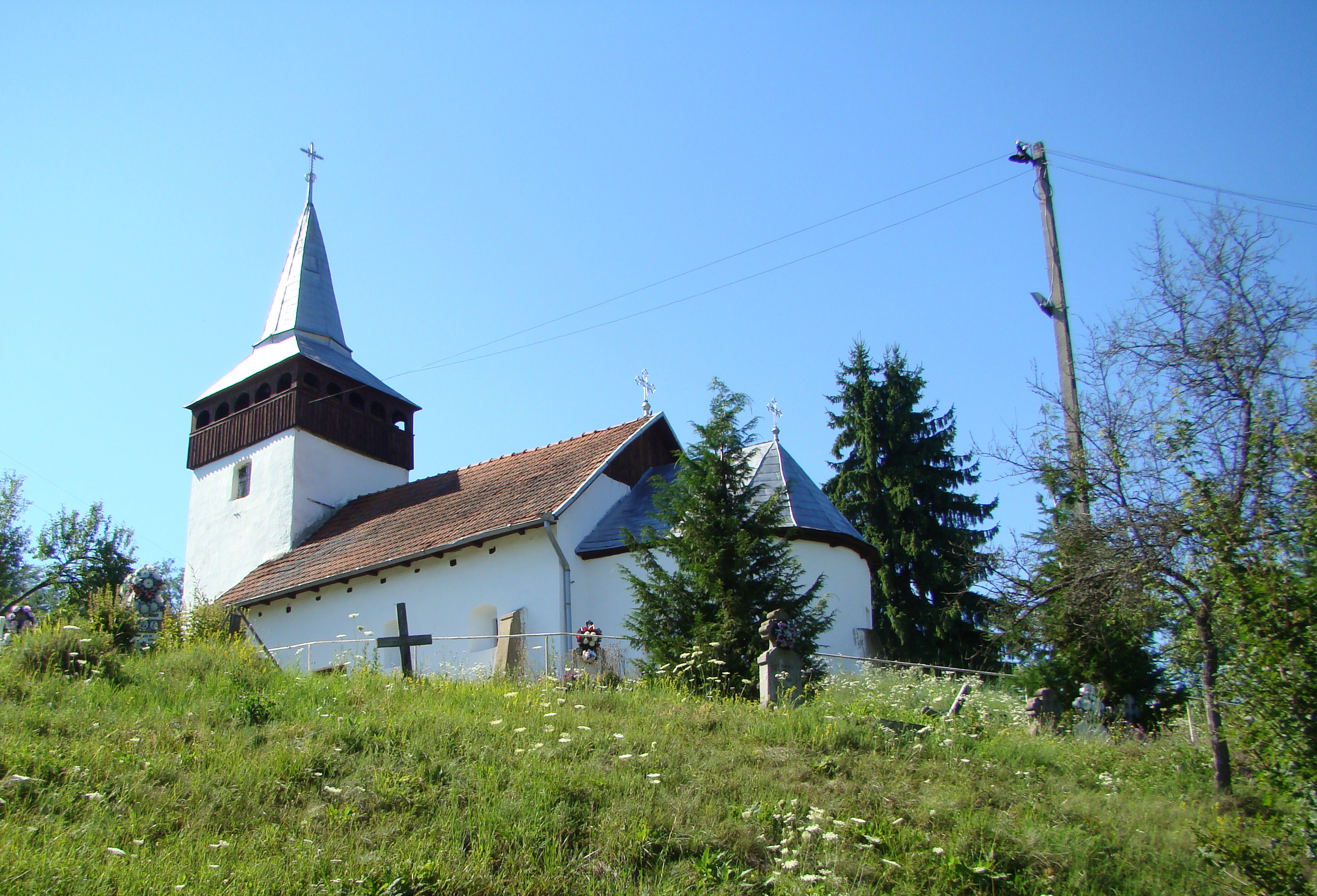
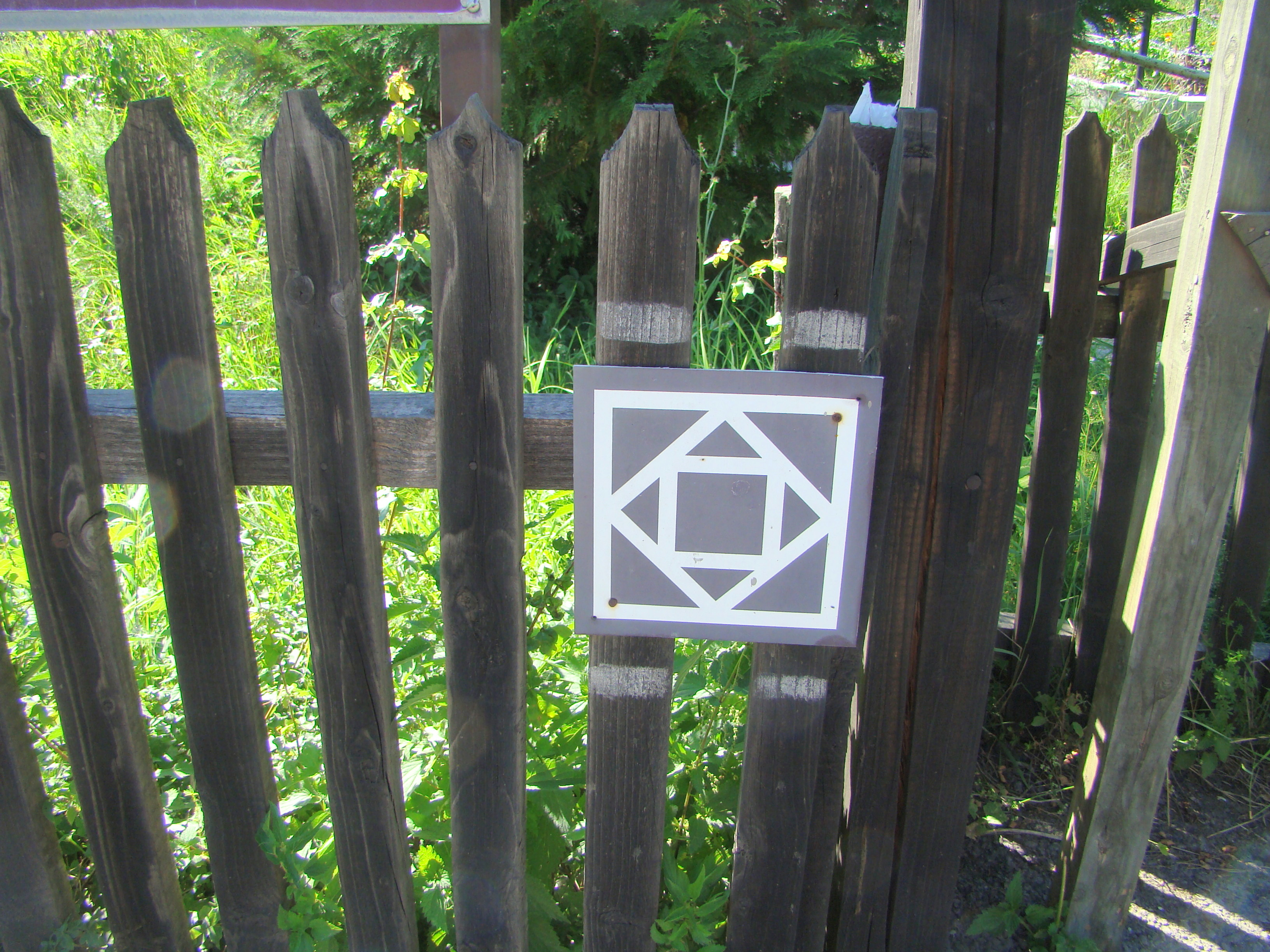
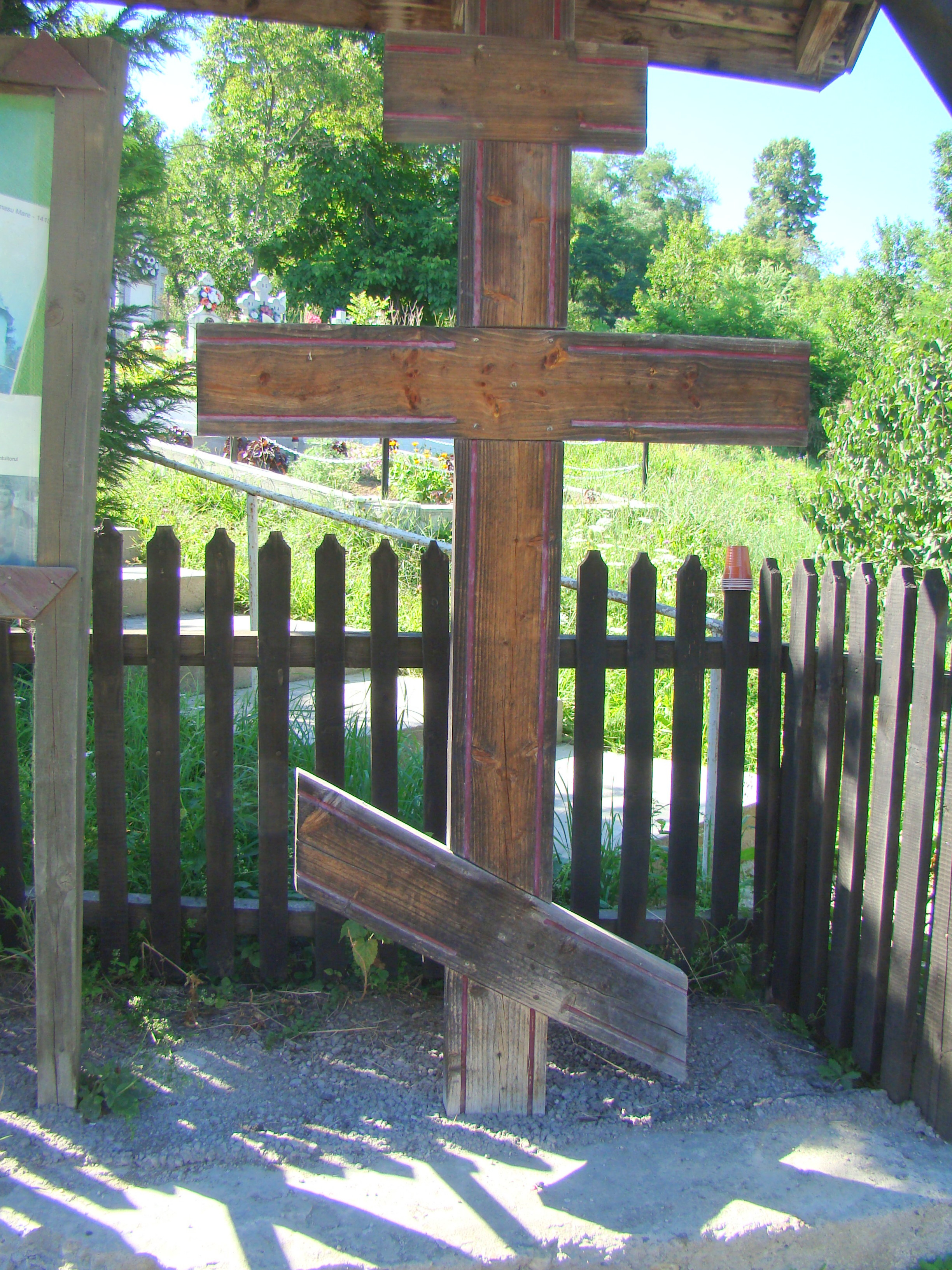
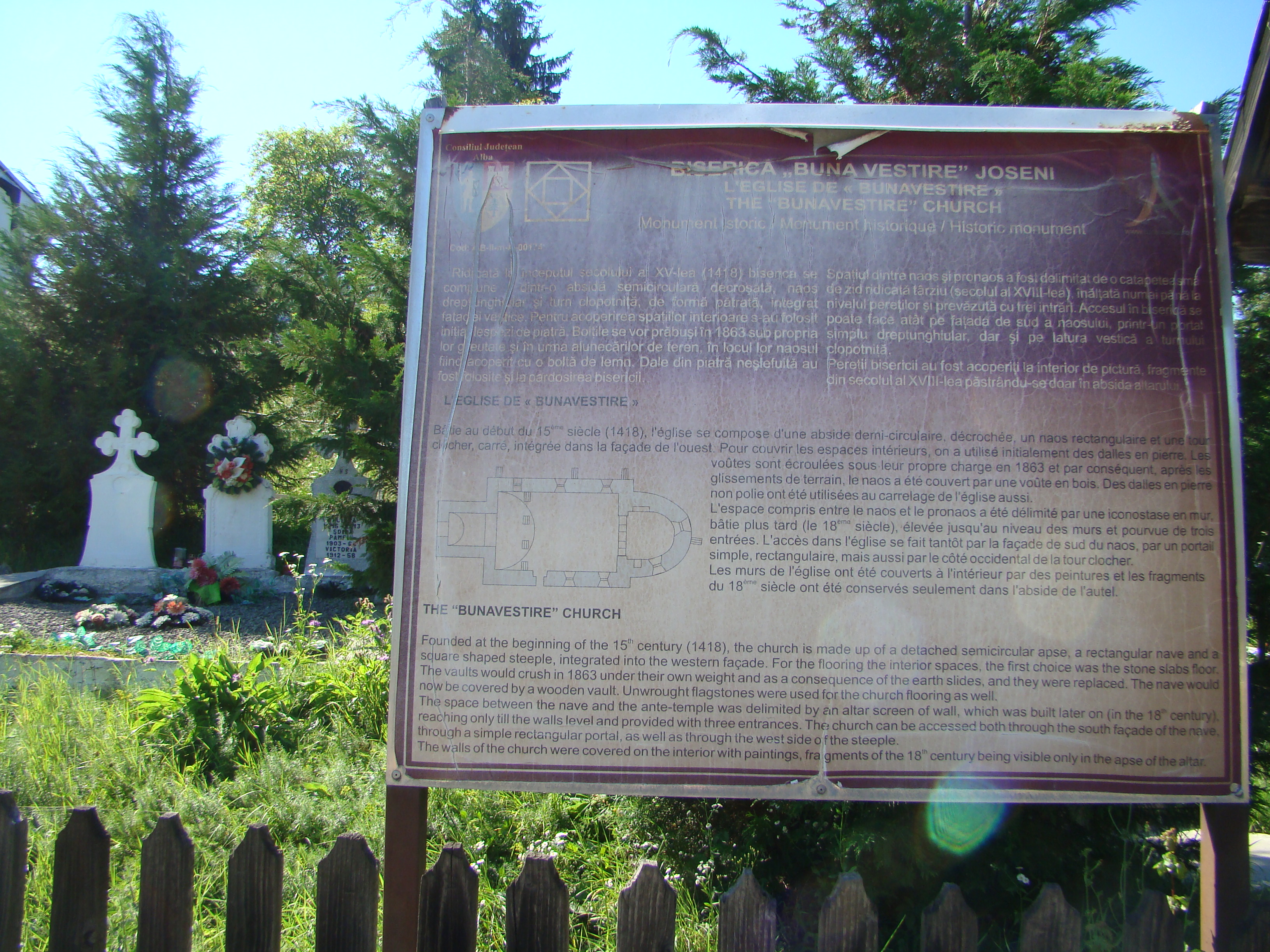
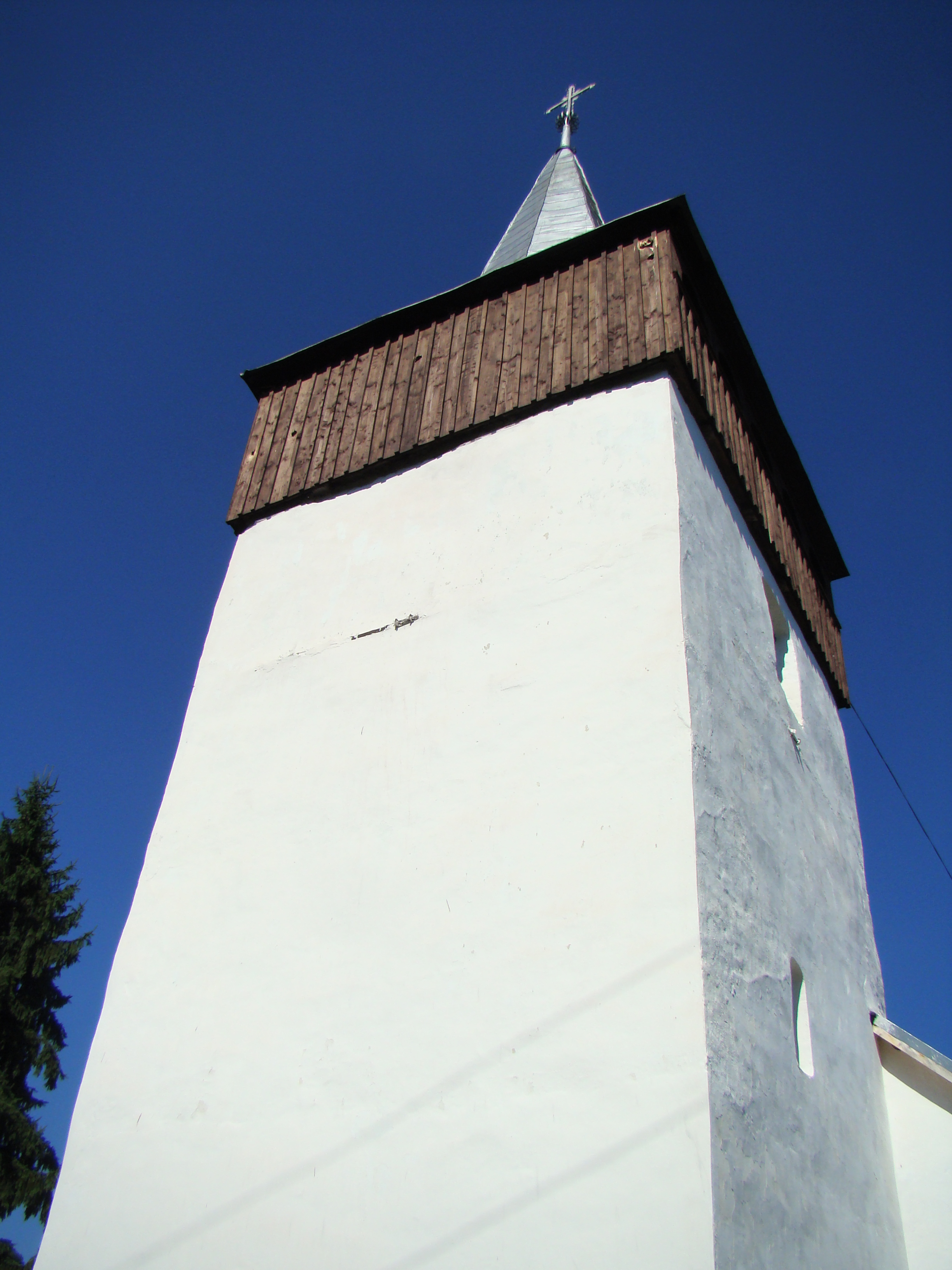
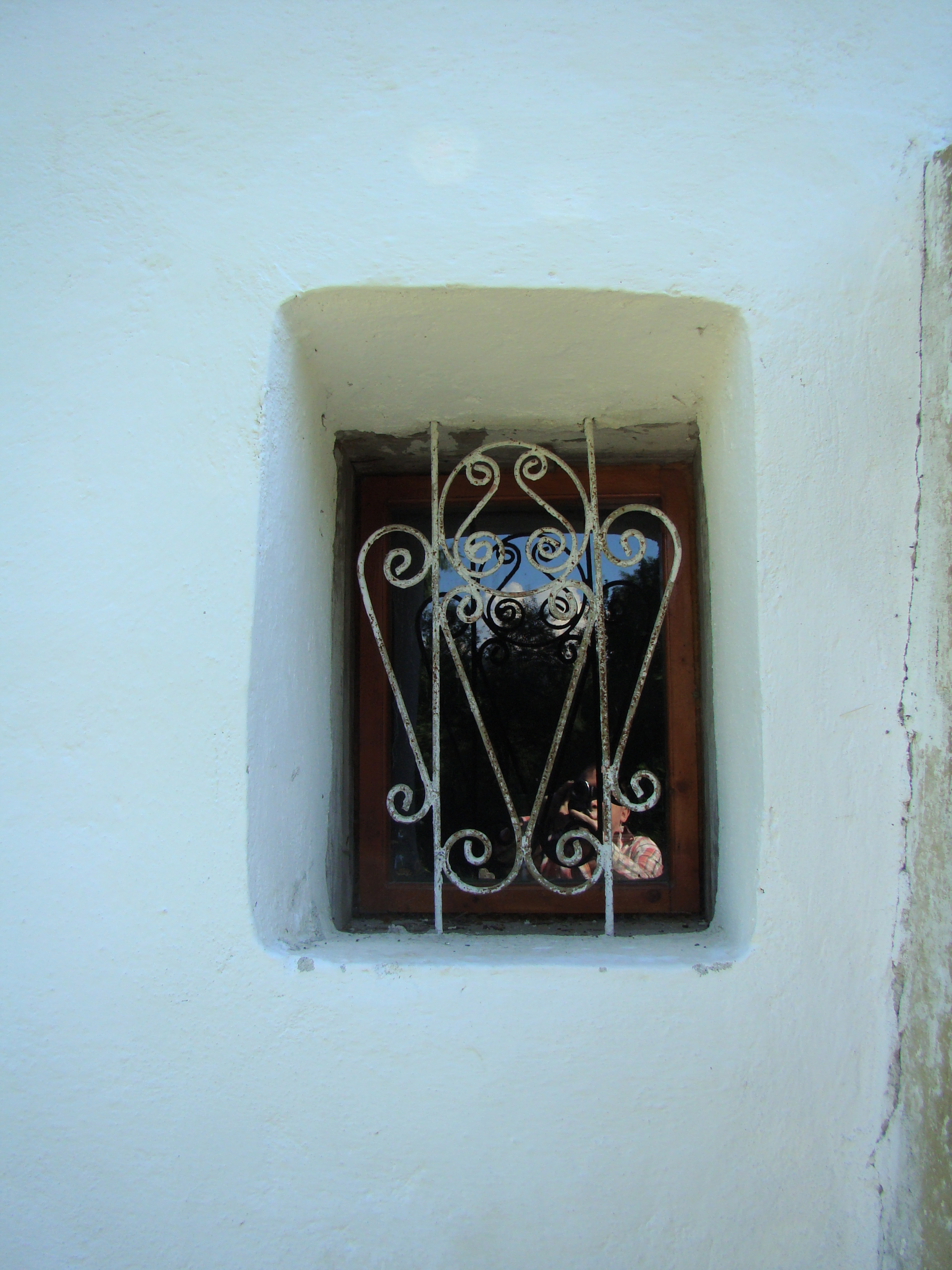
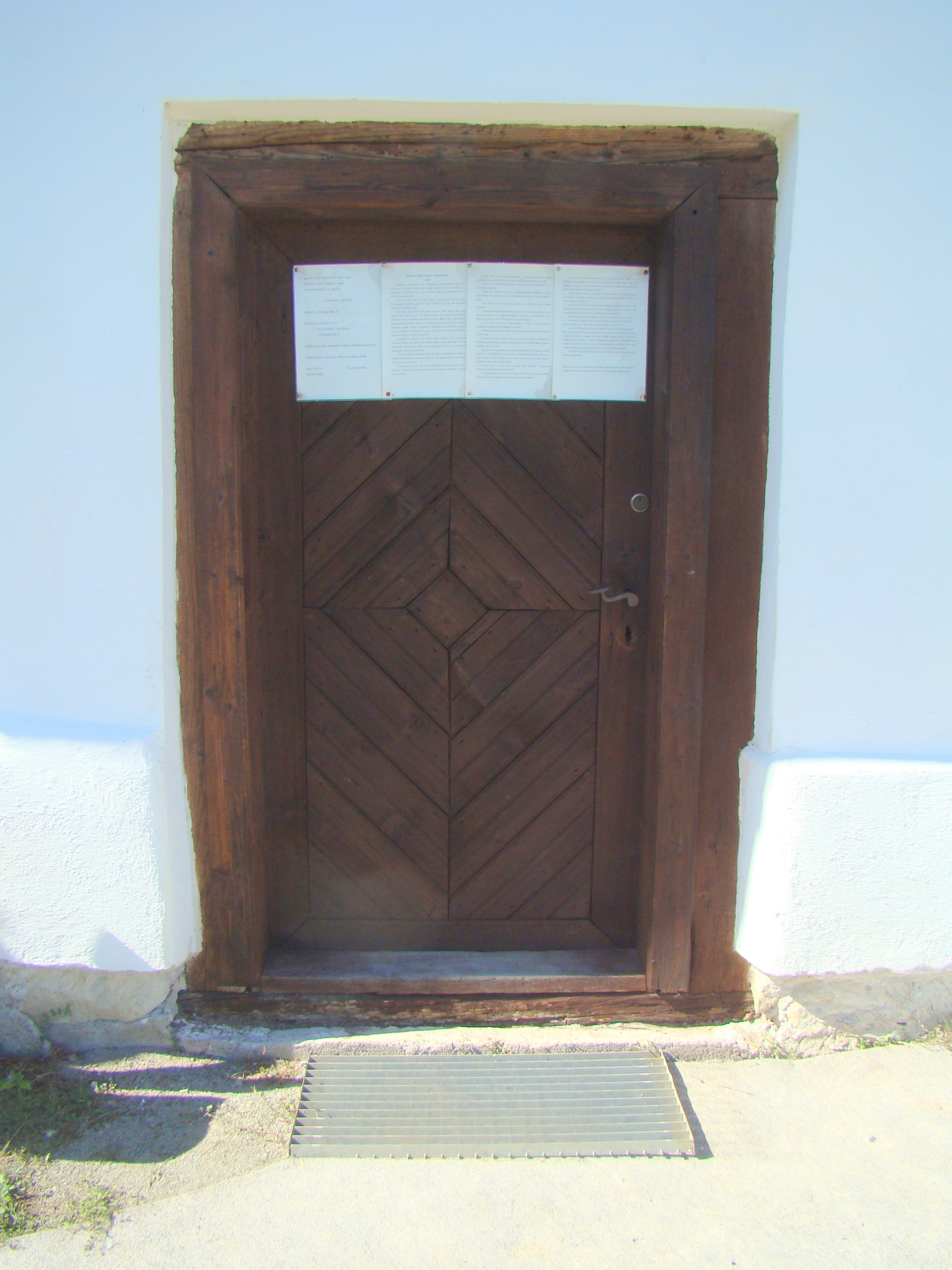
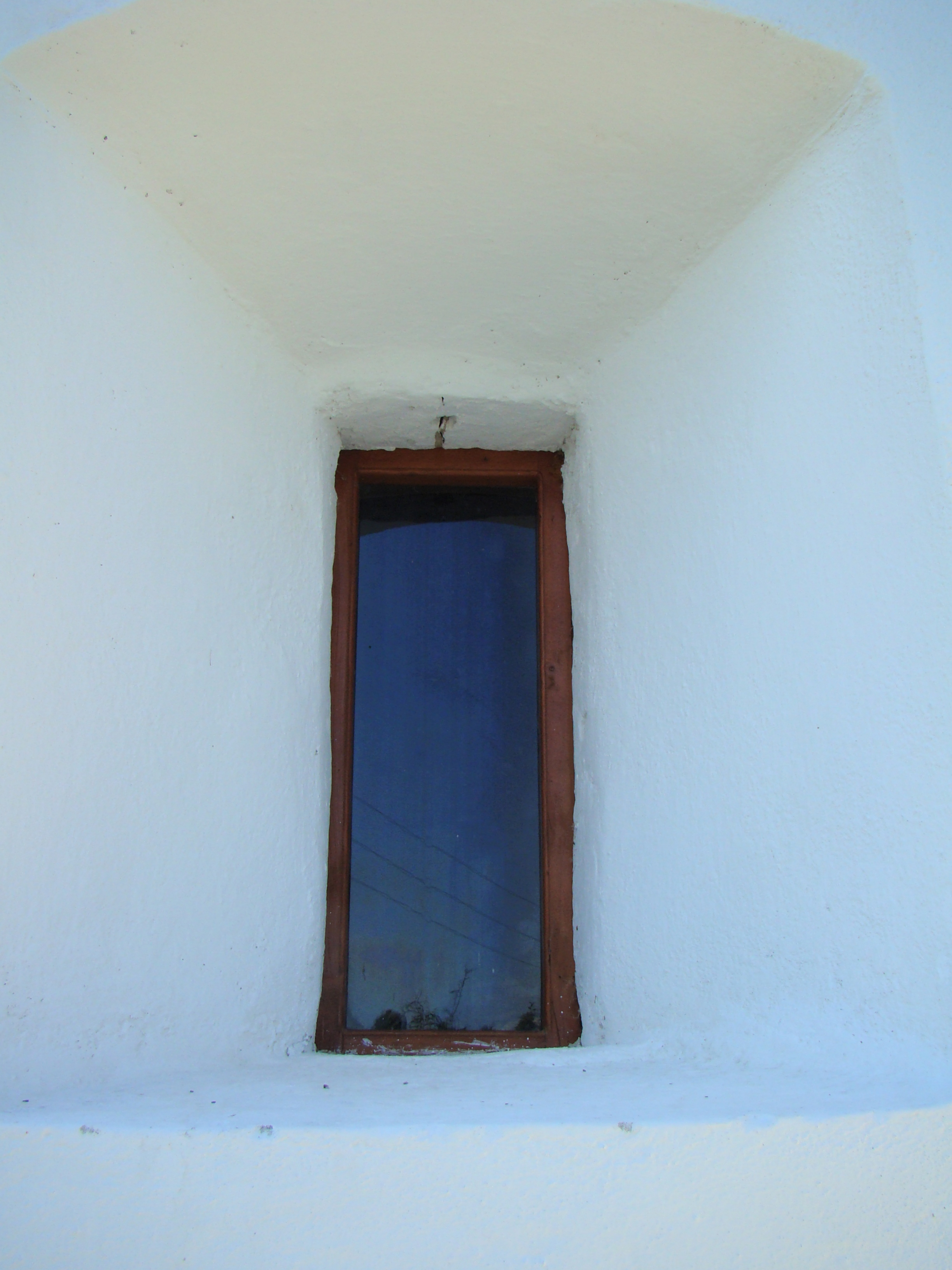
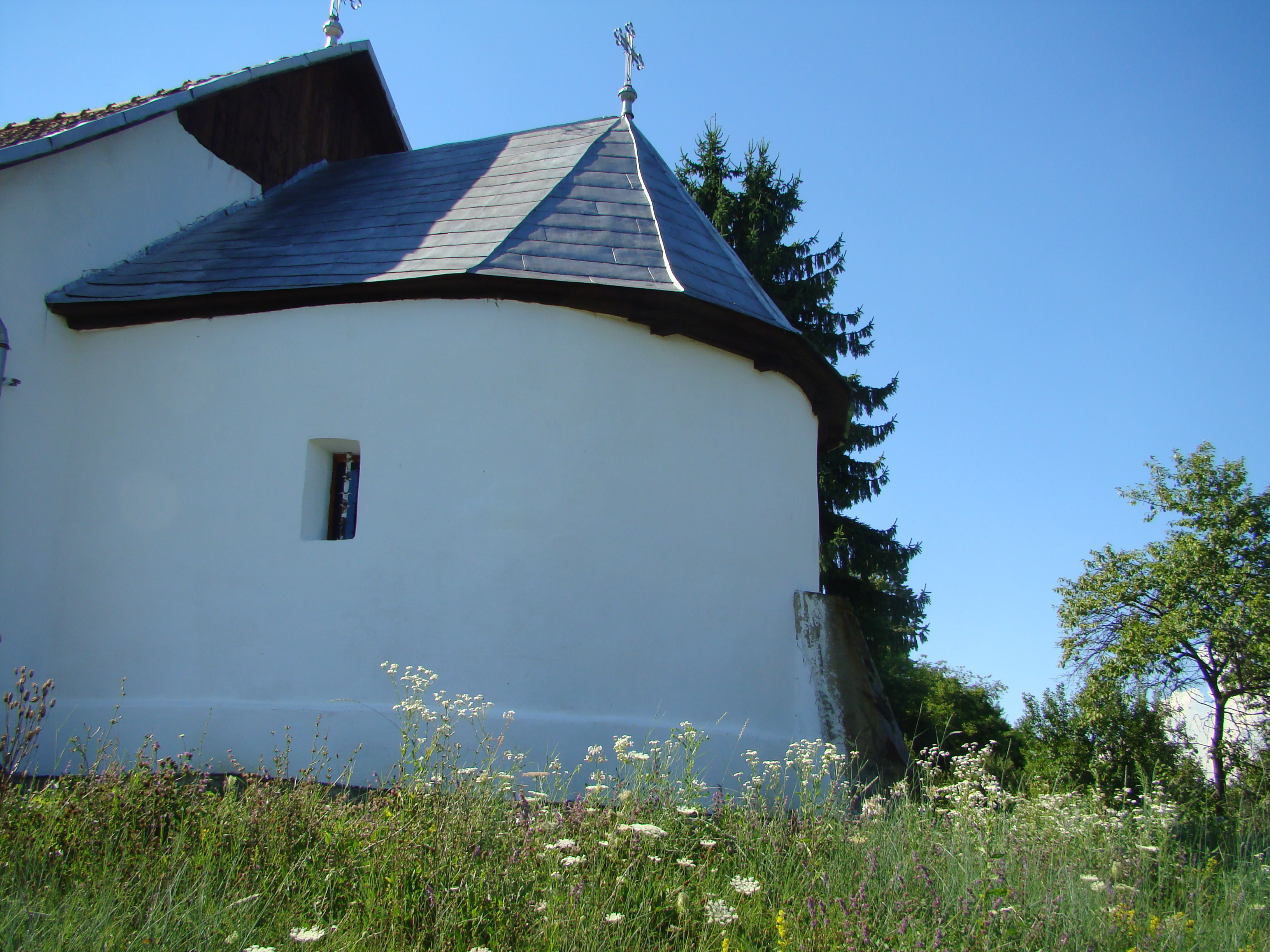
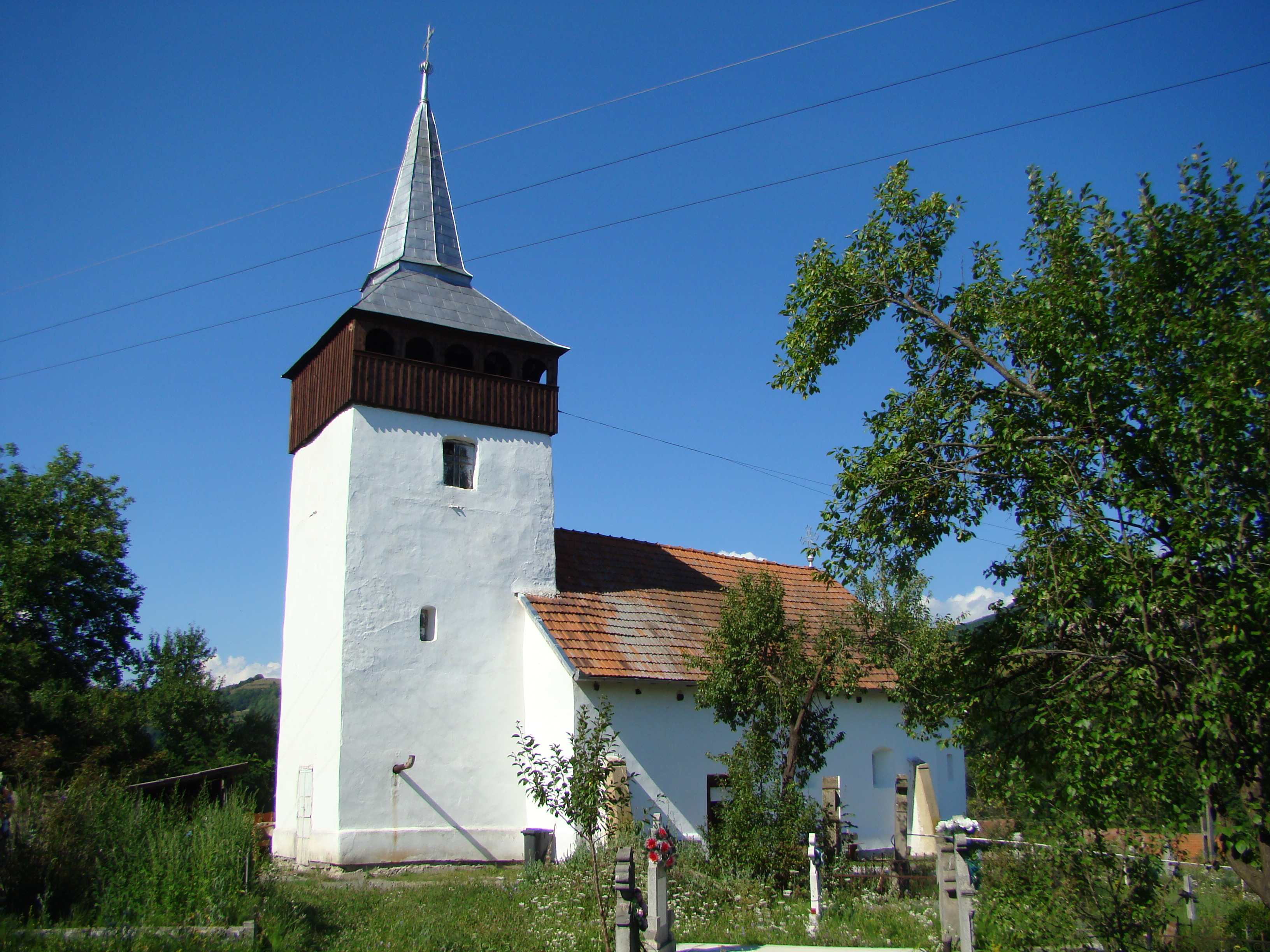
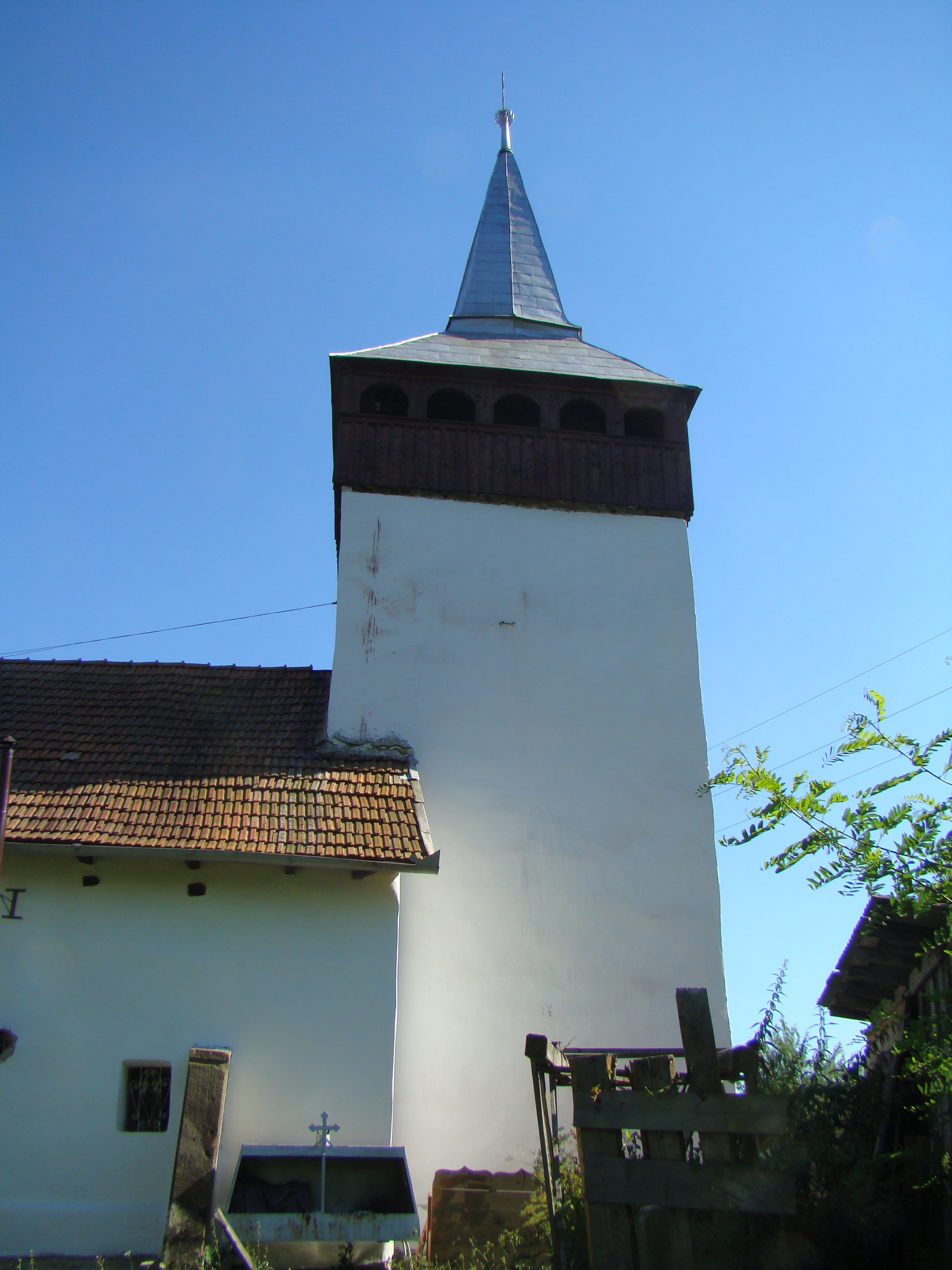
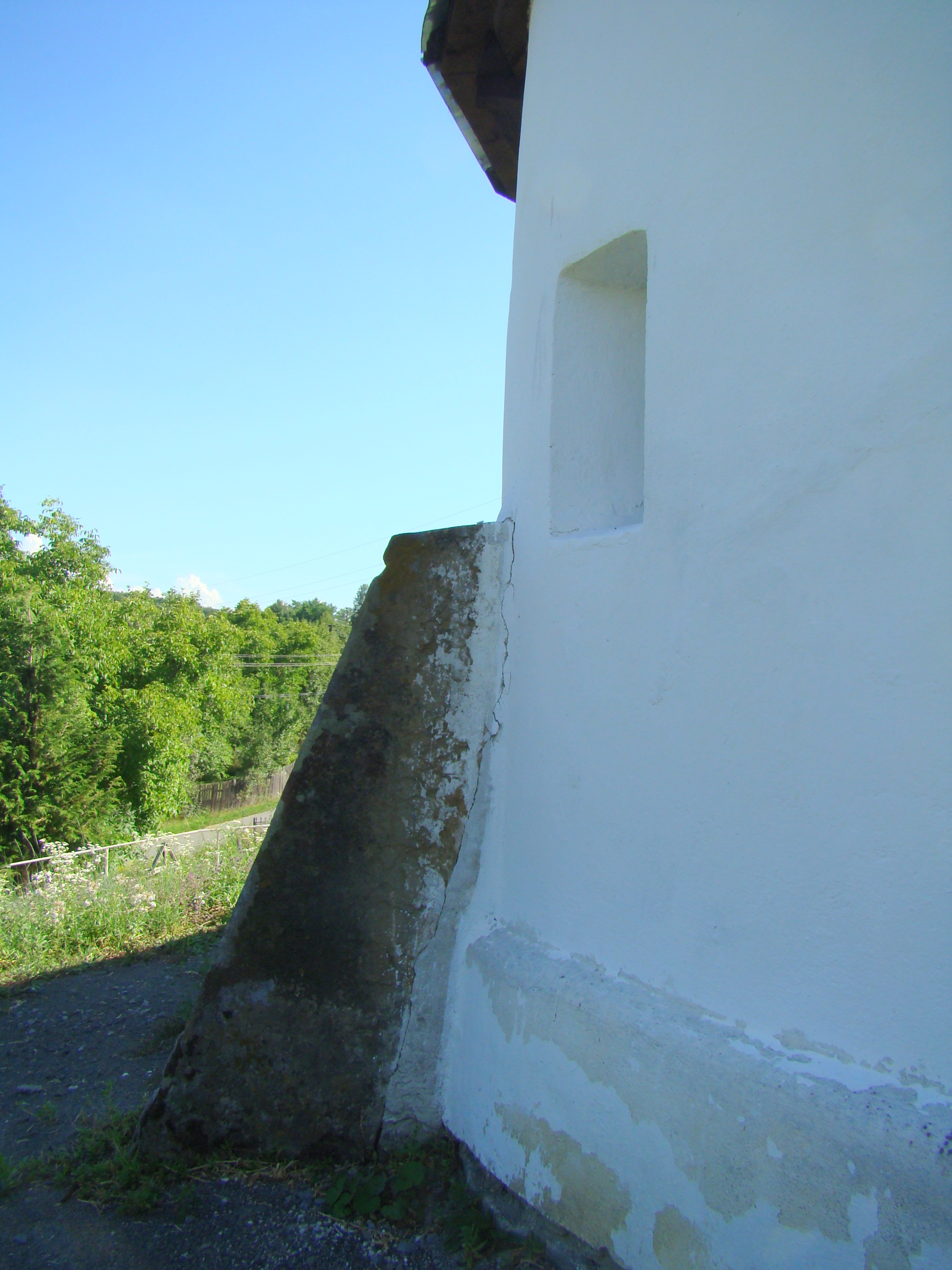
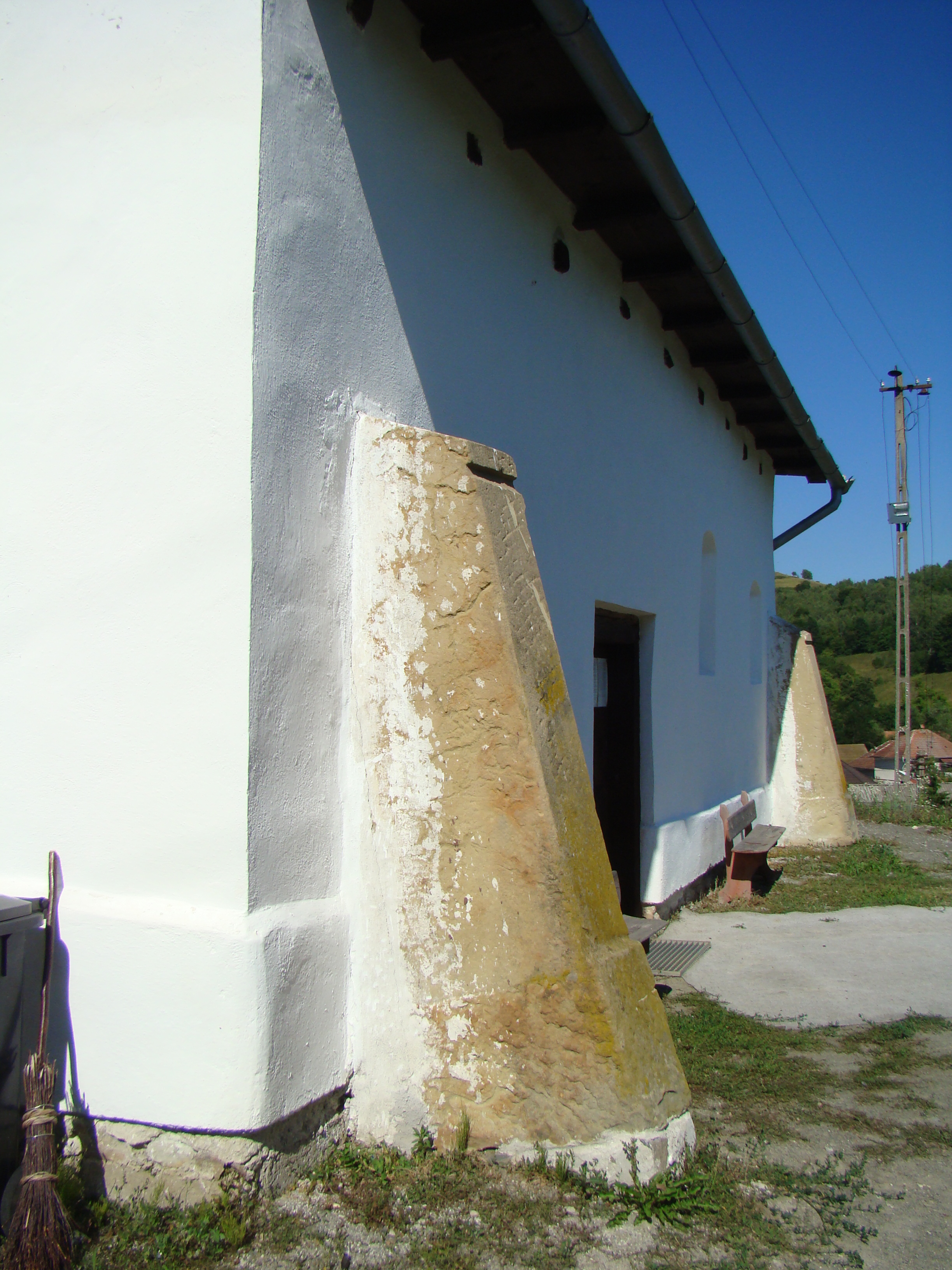
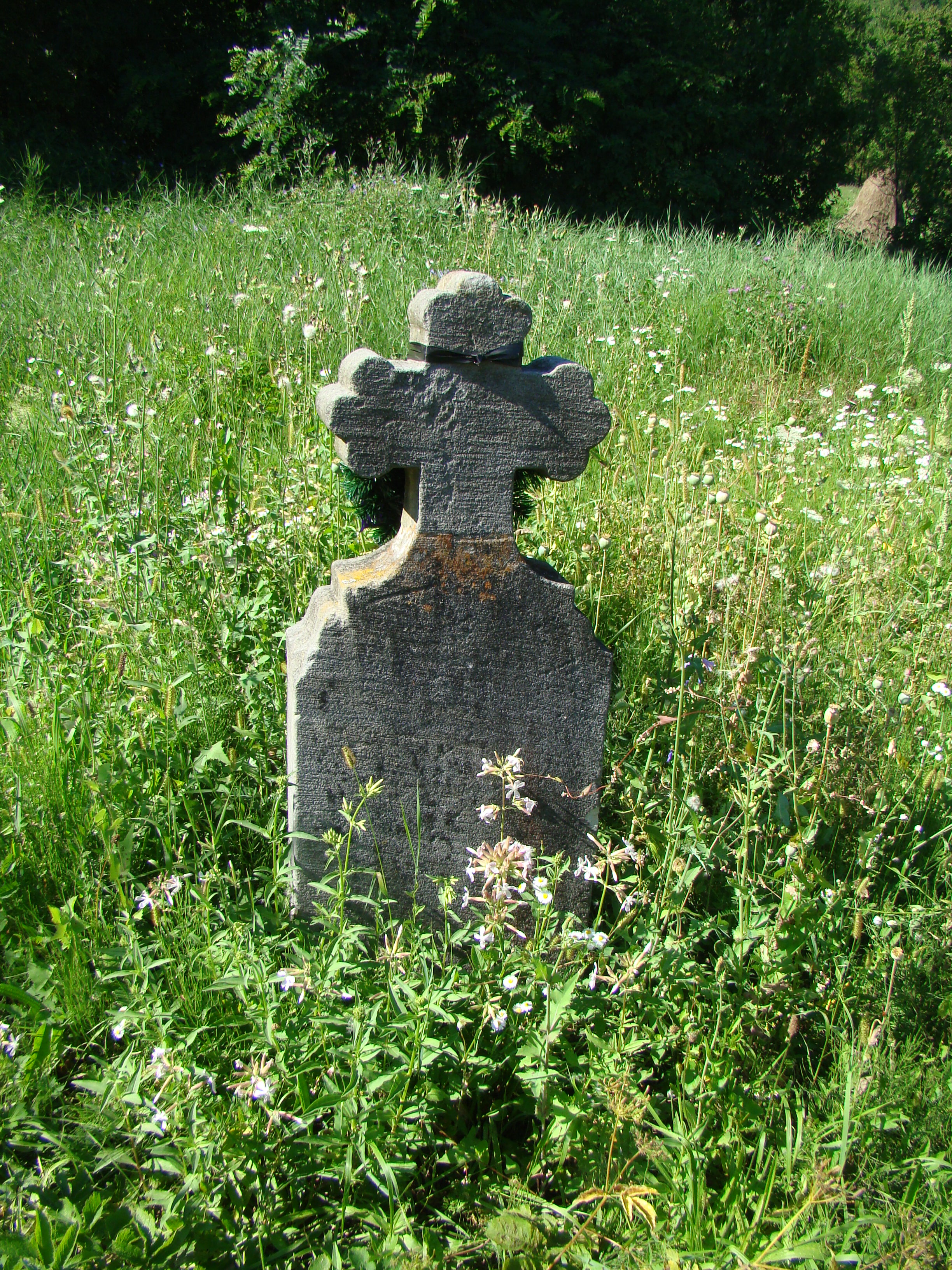
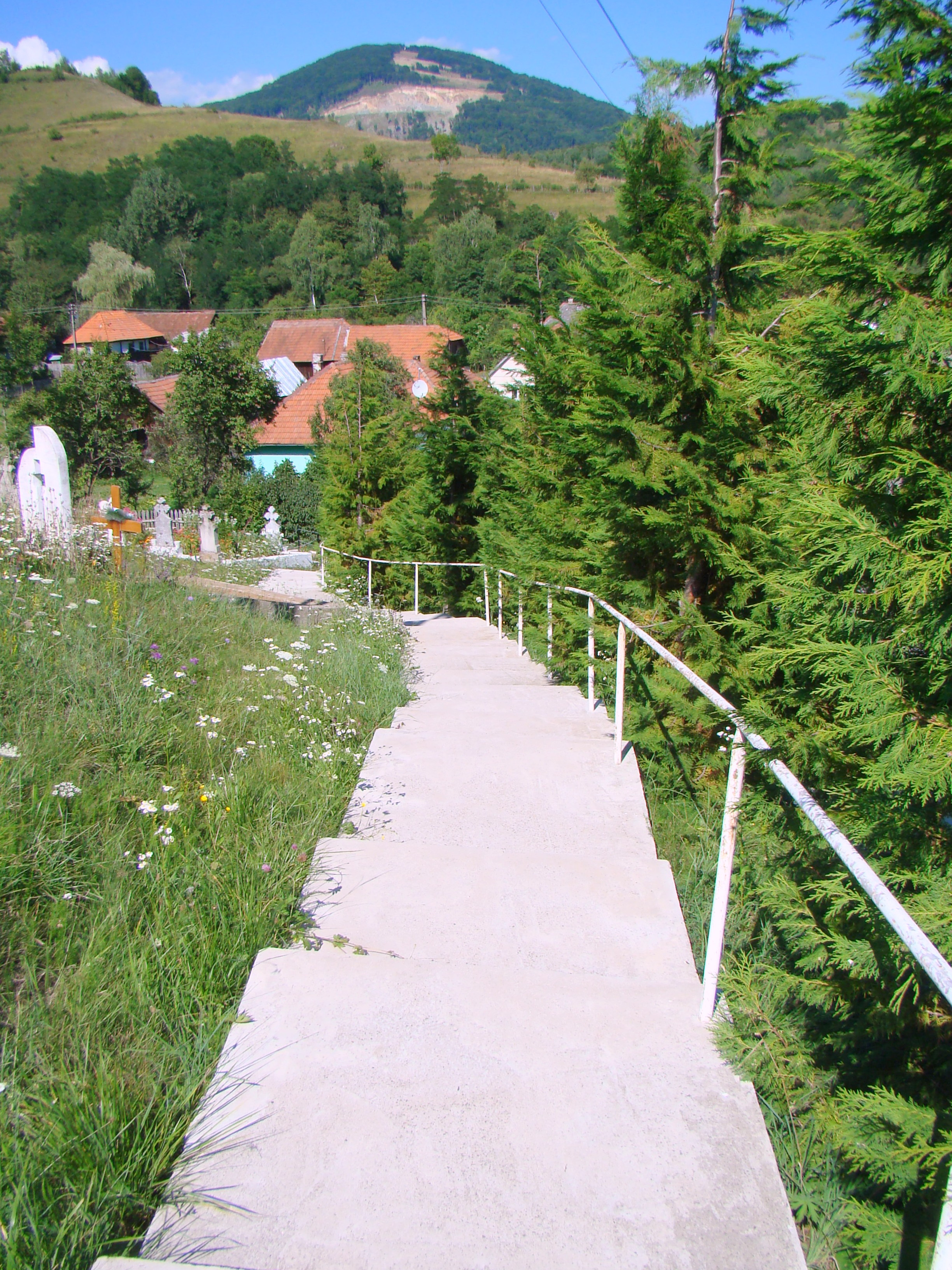
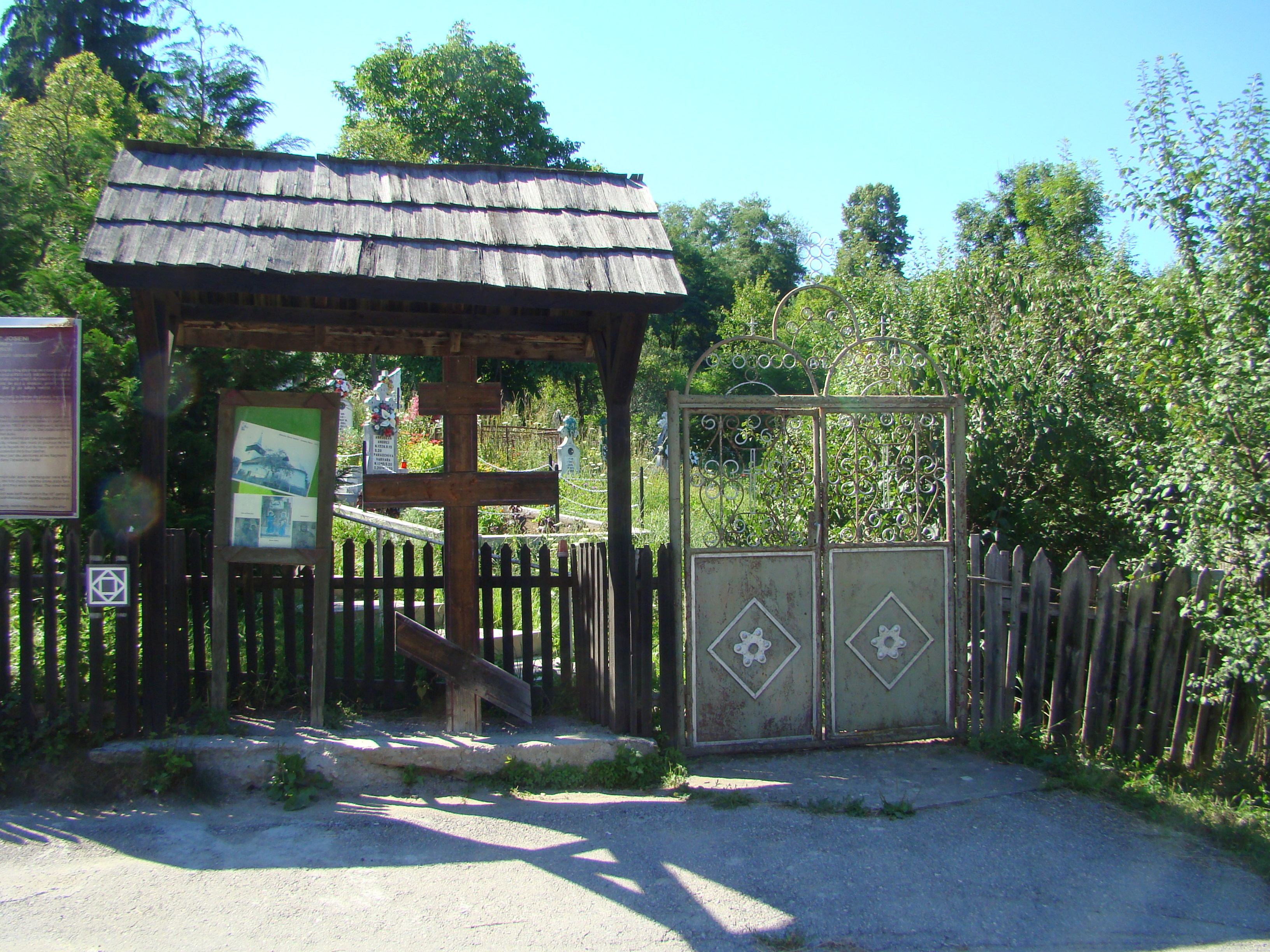
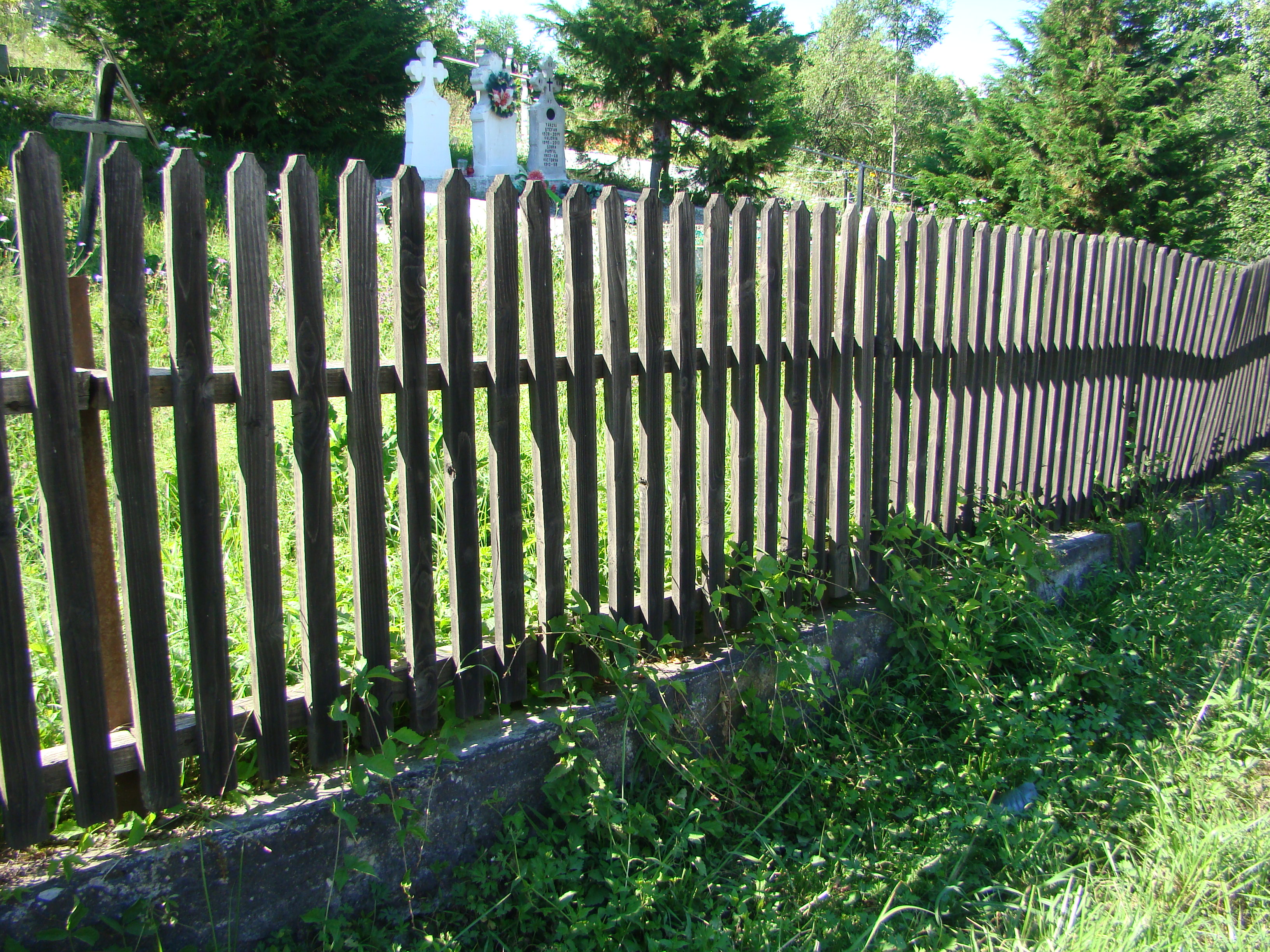